# Edelsbrunner Automobile München

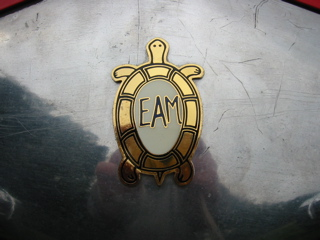
EAM - Edelsbrunner Automobile München.

A Edelsbrunner Automobile München foi uma pequena companhia de carros estabelecida na cidade de Munique naAlemanha. Esteve em operação no período de 1993 a 1999..

## História

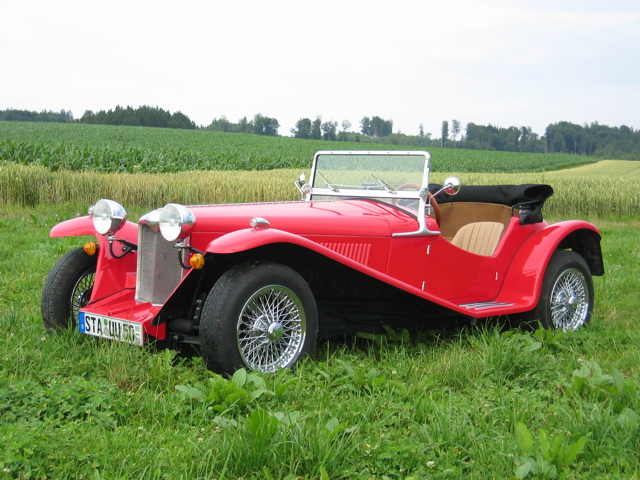
EAM S1 Schorsch Meier (Roadster com 120 - 150 CV).

No começo dos anos 90 essa companhia começou a produzir uma pequena série de dois automóveis no estilo dos anos de 30. Inspirado no legendário piloto Tazio Nuvolari, o primeiro Roadster foi o EAM Nuvolari S1. Na presença da irmã e outros parentes de Tazio Nuvolaris o renomado Nuvolari S1 foi solenemente apresentado e introduzido ao mundo dos carros. Infelizmente o mercado alemão nesse tempo era muito pequeno, para que esses carros fossem comercializados com sucesso.

## Modelos
- EAM Nuvolari S1
- EAM R1 Schorsch Meier